# Brzeźno Szlacheckie (gmina)
Brzeźno Szlacheckie – dawna gmina wiejska istniejąca w latach 1934–1954 w woj. pomorskim/bydgoskim (dzisiejsze woj. pomorskie). Siedzibą władz gminy było Brzeźno Szlacheckie.
Gmina zbiorowa Brzeźno Szlacheckie została utworzona 1 sierpnia 1934 roku w powiecie chojnickim w woj. pomorskim z dotychczasowych jednostkowych gmin wiejskich: Borowy Młyn (główna część), Brzeźno Szlacheckie, Łąkie, Osusznica (część), Prądzona (część) i Kiełpinek (część) oraz z obszarów dworskich położonych na tych terenach lecz nie wchodzących w skład gmin. 
Po wojnie gmina zachowała przynależność administracyjną. 6 lipca 1950 roku zmieniono nazwę woj. pomorskiego na bydgoskie. Według stanu z dnia 1 lipca 1952 roku gmina składała się z 3 gromad: Borowy Młyn, Brzeźno Szlacheckie i Łąkie. Gmina została zniesiona 29 września 1954 roku wraz z reformą wprowadzającą gromady w miejsce gmin. Jednostki nie przywrócono 1 stycznia 1973 roku po reaktywowaniu gmin.
Zobacz też: gmina Brzeźnio, gmina Brzeżno